# Oro (luchador)
Jesús Javier Hernández Silva (Guadalajara, Jalisco, 24 de diciembre de 1971-Ciudad de México, 28 de octubre de 1993),  conocido como Oro, fue un luchador profesional mexicano. Hernández trabajó para la empresa Consejo Mundial de Lucha Libre (CMLL), desde su debut hasta su muerte.

## Biografía y carrera
Jesús Javier Hernández Silva nació el 24 de diciembre de 1971 en Guadalajara, Jalisco, México, siendo hijo de Esteban Hernández Meza, y Leonor Silva Rico. Él y su hermano debutaron como luchadores profesionales el 23 de noviembre de 1990. Jesús Javier, con 18 años de edad, trabajó con el nombre de Oro y su hermano usó el nombre de Plata. El dúo llevaba máscaras casi idénticas, la única diferencia era que una tenía un patrón dorado y la otra tenía un patrón plateado. A los dos pronto se unió un luchador conocido como Platino para formar un equipo de trío conocido como Los Metálicos. El equipo se enfrentó rápidamente con otro equipo de tríos, un rudo trío conocido como Los Destructores con el que tuvieron una serie de partidos. Los fanáticos respondieron rápidamente al equipo joven, apoyándolos y mostrando su aprecio por el hecho de que Oro tenía un estilo de lucha aérea que era inusual para la época y que Plata y Platino eran hábiles luchadores de alto vuelo. La ejecución frecuente y hábil de movimientos de Oro desde la cuerda superior ayudó a marcar el comienzo de un cambio de estilo en Lucha Libre a medida que los luchadores comenzaron a incorporar más movimientos como planchas y topes, inspirados en las actuaciones de Oro. 
Los Metálicos (Oro y Plata) recibieron su primer campeonato profesional de lucha libre poco más de un año después de su debut, derrotando a Los Destructores para ganar el Campeonato Nacional en Parejas el 4 de diciembre de 1991. La semana siguiente, un partido entre los dos equipos terminó de manera controvertida. y el campeonato fue desocupado. La semana siguiente, Los Destructores recuperaron el título vacante. Los Metálicos también capturaron el Campeonato de Tríos del Distrito Federal en algún momento en 1991, pero luego lo perdieron ante Los Guerreros del Futuro Damián el Guerrero, Guerrero del Futuro y Guerrero Maya). La popularidad de Oro le valió una invitación para viajar a Japón en 1992, para trabajar para la promoción Universal Lucha Libre de Gran Hamada, que muestra el estilo de lucha libre de Lucha Libre en Japón. Su habilidad y carisma lo convirtieron en un éxito instantáneo en Japón y, a su regreso, Oro comenzó a separarse del resto de Los Metálicos, siendo preparado para un papel principal en EMLL. Incluso se asoció con dos de los nombres más importantes de Lucha Libre, trabajando con Mil Máscaras y Último Dragón.
Cuando Oro se alejó de Los Metálicos, EMLL lo reemplazó con Bronce, un personaje de lucha que se basa en la imagen de Oro, pero que usa bronce en lugar de oro. EMLL puso a Oro en una pelea de historia con el veterano luchador Mano Negra. El 23 de mayo de 1993, Oro derrotó a Mano Negra para ganar el Campeonato Mundial de Peso Medio de NWA. Este fue el único título individual que Oro ganó durante su carrera. Mano Negra recuperó el título tres semanas después, el 3 de julio. Originalmente, EMLL planeó escalar la rivalidad, terminando con los dos luchadores reunidos en una Luchas de Apuestas donde ambos luchadores apostarían su máscara sobre el resultado. En ese momento, sin embargo, Oro expresó su deseo de pasar más tiempo con su familia y viajar menos, con ganas de retirarse a más tardar en 1994; Como resultado, EMLL reemplazó a Oro con Atlantis en la historia.

## Muerte
El 28 de octubre de 1993, Oro hizo equipo con La Fiera y Brazo de Plata para enfrentar a Kahoz, Dr. Wagner Jr., y Jaque Mate, en la Arena Coliseo ubicada en la Ciudad de México. Al inicio de la lucha, Kahoz le aplicó un machetazo directo a la parte superior de su pecho, cerca de la garganta, lo que provocó que cayera de espaldas sobre la lona del ring. Continuó luchando unos segundos más, antes de hacer el cambio de pareja con Brazo de Plata. Durante los siguientes minutos, se le apreció quejándose de dolores en la cabeza sentado a un lado del cuadrilátero, y uno de los dos referís del combate bajó para ver como estaba. En el tiempo transcurrido mientras la pelea sobre el ring aún se desarrollaba, el luchador rápidamente comenzó a perder el conocimiento, por lo que personal de la arena salió para ver que sucedía. Al ya no responder, fue llevado a los camerinos recostado sobre una camilla. Una vez ahí, se le declaró muerto a los 21 años de edad. De acuerdo a su acta de defunción, la causa de su muerte se debió a una hemorragia cerebral y un aneurisma cerebral. Sus restos fueron enterrados en el Panteón Renacimiento de la Paz, ubicado en Zapopan, Jalisco.

### Tributos
En 1994 y 1995, cerca de la fecha de la muerte de Oro, CMLL celebró un torneo de la Copa de Oro, un torneo de equipos donde Oro II presentó a los ganadores un trofeo. Los ganadores del torneo de 1994 fueron Apolo Dantés y El Dandy y el torneo de 1995 fue ganado por Chicago Express y Pierroth Jr.

## Campeonatos y logros
- Consejo Mundial de Lucha Libre
  - Campeonato Mundial de Peso Medio de NWA (1 vez)[9]
  - Campeonato Nacional en Parejas (1 vez) – con Plata[10]

- Comisión de Box y Lucha Libre México D.F.
  - Campeonato de Tríos del Distrito Federal (1 vez) – con Plata & Platino[11]